# اینکستر (داکوتای شمالی)
اینکستر(به انگلیسی: Inkster) شهری در ایالت داکوتای شمالی کشور ایالات متحده آمریکا است که جمعیت آن در سرشماری سال ۲۰۱۰ میلادی، ۵۰ نفر بوده‌است.